# Samba (India)
Samba (en cachemir: সাম্ব ) es una localidad de la India capital del distrito de Samba, en el estado de Jammu y Cachemira.

## Geografía
Se encuentra a una altitud de 392 m s. n. m. a 38 km de la capital estatal, Srinagar, en la zona horaria UTC +5:30.

## Demografía
Según estimación 2010 contaba con una población de 28 306 habitantes.